# Cruces de Hartmann
En radiestesia, los cruces de Hartmann o cruces de las líneas Hartmann son las intersecciones de las líneas de fuerza de la red Hartmann y se corresponden con puntos donde una energía es más intensa. La invención de esta red de líneas de energía fue postulada por el doctor Francois Peyré hacia 1935 y más tarde sus ideas fueron extendidas por Ernst Hartmann, sin que la Ciencia haya demostrado su existencia. La energía de esta red de ondas o radiaciones procedería del interior de la Tierra. 
El doctor Ernst Hartmann basó sus ideas en las medidas que hizo en 1951 cuando pretendió medir la resistencia eléctrica de diversas personas en distintos lugares. Sus interpretaciones de los resultados de sus supuestas investigaciones le llevaron a proponer las líneas y los cruces que llevan su nombre.

## Las líneas Hartmann y sus intersecciones
Según Francois Peyré serían líneas rectas perpendiculares de 21 centímetros de ancho y separadas por 2 metros de distancia en sentido norte-sur (polaridad negativa "-"; posible naturaleza magnética) y separadas por 2,5 metros en sentido este-oeste (polaridad positiva "+"; posible naturaleza eléctrica). También llamadas líneas H, conformarían una red gigantesca de energía que abarca toda la Tierra y que crea radiaciones rectilíneas, por lo cual también es llamada Red Global de Radiación, extendiéndose hasta unos 2000 m de altitud. 
Los cruces o intersecciones de estas líneas de fuerza de la red estarían ocupados por cuadrados de 21 centímetros de lado, donde la energía está más concentrada y su efecto nocivo puede hacerse más notorio.

## Existencia y efectos sobre los seres vivos
Los radiestesistas califican estos cruces como puntos geopatógenos pero no existen evidencias de la existencia de dichas "Cruces de Hartmann" para la ciencia actual.